# Чемпіонат світу із шахів серед жінок 1934
Матч за звання чемпіонки світу з шахів 1934 проходив у місті Роттердамі (Нідерланди).
1934 року німецька шахістка Соня Граф кинула виклик чинній чемпіонці світу Вірі Менчик. Подібно до своєї більш іменитої суперниці, Граф також регулярно брала участь у змаганнях серед чоловіків. Матч проходив у Роттердамі й складався з чотирьох партій. Менчик була значною фавориткою перед матчем, але в першій партії сенсаційну перемогу здобула Граф. Однак потім Менчик виграла три наступні партії й успішно захистила своє звання.
Це був перший випадок, коли матч за звання чемпіонки світу проводили за особистою домовленістю, а не під контролем ФІДЕ. У ті часи подібним чином організовували матчі за звання чемпіона світу.
|                              | 1      | 2 | 3 | 4 | Очки |
| ---------------------------- | ------ | - | - | - | ---- |
| Віра Менчик (Чехословаччина) | 0      | 1 | 1 | 1 | 3    |
| Соня Граф (Німеччина)        | 1      | 0 | 0 | 0 | 1    |
| ECO                          | D32[2] |   |   |   |      |